# 阿部正允
阿部正允（日语：／ Abe Masachika，1716年—1780年12月19日），日本江户时代中期大名、老中。武藏国忍藩主。忠秋系阿部家5代。
5000石旗本阿部正晴（忍藩3代藩主·阿部正武三男）的长男。母亲是远山友春之女。正室为井伊直定之养女（井伊直惟之女）。子女有阿部正陈（次男）、白须政民（三男）、阿部正实（四男）、女儿（户田光德正室）、女儿（松平容颂正室）、女儿（奥平昌鹿正室）、女儿（酒井忠交正室）。
起初随父亲之后成为旗本，但宗家·忍藩无后继者后成为阿部正乔的养子，宽延元年（1748年）正乔隐居后继承家督。宽延2年（1749年）任奏者番、宝历 (桃园天皇)宝历12年（1762年）任大坂城代、明和元年（1764年）任京都所司代、明和6年（1769年）任西丸老中、安永8年（1779年）任本丸老中。安永9年（1780年）去世。
在强硬的藩政经营下，在秩父地方发生了反对增加年贡的一揆伝马骚动。死后，家督由先代藩主正乔的五男阿部正敏继承。

## 略历
- 1716年（享保元年）　出生（也有说法是在享保7年（1722年）3月11日出生）
- 1730年（享保15年）　继承父亲阿部正晴5000石旗本
- 1733年（享保18年）　成为阿部正乔的养子
- 1748年（宽延元年）　继承忍藩
- 1749年（宽延2年）　就任奏者番
- 1759年（宝历9年）　辞任奏者番、雁间席
- 1762年（宝历12年）12月9日　任大坂城代（1764年6月21日）
- 1764年（明和元年）6月21日　任京都所司代
- 1769年（明和6年）　任西丸老中（ - 1779年4月16日）
- 1779年（安永8年）4月16日　任本丸老中
- 1780年（安永9年）11月24日　去世、享年64岁。

## 官职位阶
- 1733年（享保18年）　从五位下能登守
- 1735年（享保20年）　飞騨守
- 1759年（宝历9年）　 从四位下
- 1764年（明和元年）　侍从
- 1769年（明和6年）　 丰后守